# Gloxinia

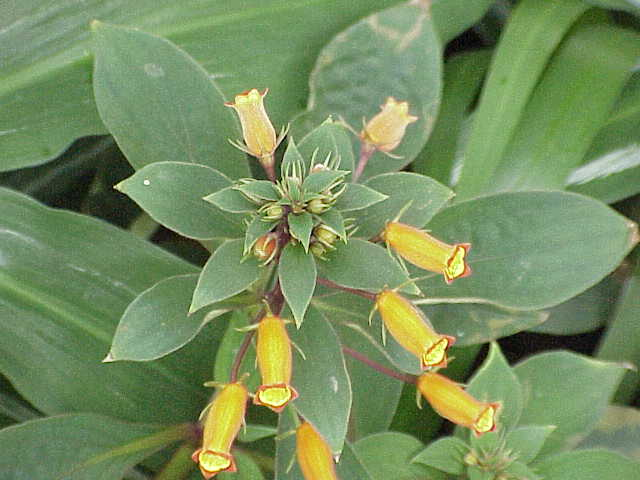
Gloxinia sylvatica.

Gloxínia é um género botânico pertencente à família Gesneriaceae. Primeiro foi encontrado nos Andes da América do Sul. Também é encontrado na America Central e parte da Ásia.
Entre as cores de seus variados tipos encontramos tons laranjas, rosas, vermelhos, roxos e algumas compostas, como púrpura ou vinho com branco nas bordas das pétalas.
Devido sua beleza extremamente marcante, as Gloxínias tem como significado o amor à primeira vista, e, quando utilizada como presente, pode expressar a intenção de namoro ou casamento.

## Sinonímia
Eucolum, Fiebrigia, Fritschiantha, Mandirola, Salisia, Seemannia.

## Espécies
Composto por 75 espécies :
Gloxinia antirrhina Gloxinia arborea Gloxinia attenuata
Gloxinia bicolor Gloxinia burchellii Gloxinia calycina
Gloxinia caulescens Gloxinia digitaliflora Gloxinia discolor
Gloxinia dodsonii Gloxinia dubia Gloxinia fimbriata
Gloxinia floribunda Gloxinia formosa Gloxinia fruticosa
Gloxinia glabrata Gloxinia gloxiniflora Gloxinia gracilis
Gloxinia guttata Gloxinia gymnostoma Gloxinia helleri
Gloxinia heterophylla Gloxinia hirsuta Gloxinia hypocyrtiflora
Gloxinia ichthyostoma Gloxinia immaculata Gloxinia lindeniana
Gloxinia lindleyi Gloxinia macrophylla Gloxinia maculata
Gloxinia menxiesiana Gloxinia merkii Gloxinia micrantha
Gloxinia mielliezii Gloxinia multiflora Gloxinia nematanthodes
Gloxinia nematanthoides Gloxinia pallidiflora Gloxinia passinghamii
Gloxinia perennis Gloxinia picta Gloxinia planalta
Gloxinia punctata Gloxinia purpurascens Gloxinia racemosa
Gloxinia reflexa Gloxinia rubra Gloxinia rupestris
Gloxinia sarmentiana Gloxinia schottii Gloxinia sinningiaeflora
Gloxinia speciosa Gloxinia stolonifera Gloxinia suaveolens
Gloxinia superba Gloxinia sylvatica Gloxinia tigridia
Gloxinia trichantha Gloxinia trichotoma Gloxinia tubiflora
Gloxinia tydaeoides Gloxinia variabilis Gloxinia velutina
Gloxinia verticillata Gloxinia villosa Gloxinia youngeana
Gloxinia Hybriden

## Nome e referências
Gloxinia L'Hér.